# Rec (film)
 (janvier 2021).
Pour les articles homonymes, voir REC.
Série Rec
Rec 2
(2009)
Pour plus de détails, voir Fiche technique et Distribution.
Rec, également typographié [•REC], est un film d'horreur espagnol co-réalisé par Paco Plaza et Jaume Balagueró, sorti en 2007. Écrit par Jaume Balagueró, Paco Plaza et Luis A. Berdejo, il met en scène Manuela Velasco et Javier Botet.
Le film a été récompensé quatre fois au Festival international du film de Catalogne-Sitges (2007), trois fois au Fantastic'Arts (2008) et deux fois aux Prix Goya (2008).

## Synopsis
Pour l'émission télévisée Pendant que vous dormez, qui fait découvrir des métiers et activités nocturnes, la jeune journaliste Angela Vidal et son caméraman Pablo passent la nuit dans une caserne de pompiers de Barcelone. Les premières heures sont très calmes, puis un appel survient : les habitants d'un immeuble ont entendu une voisine crier. L'équipe de nuit se rend sur les lieux, accompagnée des deux journalistes. Dans le hall de l'immeuble, Angela et les deux pompiers découvrent que deux policiers sont déjà sur place et que les habitants sont terrifiés par des hurlements qu'ils ont entendus. Ils entrent dans l'appartement concerné et trouvent alors une vieille femme nommée Conchita qui attaque brutalement l'un des policiers en le mordant profondément à la gorge. Ils s'enfuient de l'appartement en portant le blessé, à l'exception d'un pompier. Alors qu'ils tentent de sortir du bâtiment pour sauver le policier blessé, ils découvrent que les autorités les ont mystérieusement mis en quarantaine.
Peu après, le pompier resté au troisième étage tombe dans la cage d'escalier et s'écrase lourdement dans le hall. Le policier valide remonte aussitôt et abat la vieille dame. Angela interroge les habitants de l'immeuble et Jennifer, une enfant malade, lui dit que son chien Max a été récemment emmené chez le vétérinaire car il était lui aussi malade. Un représentant du ministère de la Santé arrive ensuite, vêtu d'une combinaison Hazmat et muni d'une mallette, pour examiner le policier blessé, qui devient brusquement très violent malgré sa grave blessure, à la suite d'une injection d'un sérum. Le représentant explique alors que c'est une conséquence d'un virus inconnu dont les autorités ont pris connaissance quand un chien emmené chez un vétérinaire est devenu très agressif. Les autres comprennent très vite qu'il s'agissait du chien de Jennifer. À ce moment, Jennifer devient elle-même belliqueuse : elle attaque sa mère puis s'enfuit dans les escaliers. Le policier, accompagné de Manu, le pompier survivant, Angela et Pablo, part à sa poursuite mais il est mordu à son tour. Quand ils redescendent, le policier et le pompier gravement blessés, qui avaient été attachés, ont réussi à se libérer et tous les résidents, sauf la mère de Jennifer qui a été menottée, se réfugient à l'étage. Un par un, tous les résidents sont mordus et deviennent infectés à leur tour par ce virus qui les transforme en brutes sanguinaires.
Angela, Pablo et Manu, les trois rescapés, trouvent une clé qui peut leur permettre de s'échapper de l'immeuble par l'atelier du rez-de-chaussée mais ils ne peuvent y accéder car les infectés leur barrent le passage. Manu est contaminé à son tour, et Angela et Pablo sont obligés de se réfugier dans un appartement au dernier étage. Ils découvrent qu'il était occupé par un prêtre catholique chargé par le Vatican d'isoler un virus chez la porteuse, la jeune Tristana Medeiros, dont les symptômes laissent imaginer une possession démoniaque. Pendant que le prêtre tentait de soigner la jeune Medeiros, le virus a muté et est devenu contagieux. Le prêtre a alors enfermé la jeune Medeiros. Un enfant qui était dans le grenier endommage la lampe torche de Pablo, qui est obligé de passer sa caméra en vision nocturne pour ne pas être totalement dans le noir. Tristana Medeiros, ressemblant désormais à une goule, survient et oblige Angela et Pablo à se cacher. Ils finissent par être découverts et Pablo est tué par Medeiros à coup de marteau. Angela prend la caméra et s'enfuit mais elle tombe. Alors qu'elle cherche à tâtons la caméra, elle est entraînée en hurlant dans l'obscurité.

## Fiche technique
- Titre : Rec
- Réalisation : Paco Plaza, Jaume Balagueró
- Scénario : Jaume Balagueró, Paco Plaza et Luis A. Berdejo.
- Photographie : Pablo Rosso
- Montage : David Gallart
- Décors : Gemma Fauria
- Costumes : Glòria Viguer
- Production : Julio Fernández
- Sociétés de production : Castelao Producciones, Filmax
- Société de distribution : Filmax ( Espagne)
- Budget : 1 500 000 €
- Pays de production :  Espagne
- Langue originale : espagnol
- Format : couleurs - 1,85:1 - son DTS - 35 mm
- Genre : horreur, found footage
- Durée : 78 minutes
- Dates de sortie :
  - Espagne : 23 novembre 2007
  - France : 23 avril 2008
  - Belgique : 30 avril 2008
  - Suisse : 9 juillet 2008 (Suisse romande)
- Interdit aux moins de 12 ans lors de sa sortie en salles mais aux moins de 16 ans à la télévision en France
- Déconseillé aux moins de 18 ans en Espagne

## Distribution
- Manuela Velasco (VFB : Delphine Moriau) : Angela Vidal
- Pablo Rosso : Pablo
- Javier Coromina : Pablo (voix[1])
- Ferrán Terraza (VFB : Erwin Grünspan) : Manu
- Jorge-Yamam Serrano (VFB : David Manet) : Sergio, le policier
- Vicente Gil : le policier adulte
- Javier Botet : Tristana Medeiros
- Claudia Silva : Jennifer
- David Vert (VFB : Mathieu Moreau) : Alex
- Carlos Vicente (VFB : Franck Dacquin) : Guillem
- Maria Lanau : Mari Carmen
- Carlos Lasarte (es) : Cesar
- Manuel Bronchud : le grand-père
- María Teresa Ortega : la grand-mère
- Ben Temple : le médecin
- Chen Min Kao : le Japonais
- Akemi Goto : la Japonaise
- Daniel Trinh : le fils du couple japonais
- Martha Carbonell : Conchita Izquierdo
- Ana Isabel Velásquez : la Colombienne

## Production

### Genèse et développement

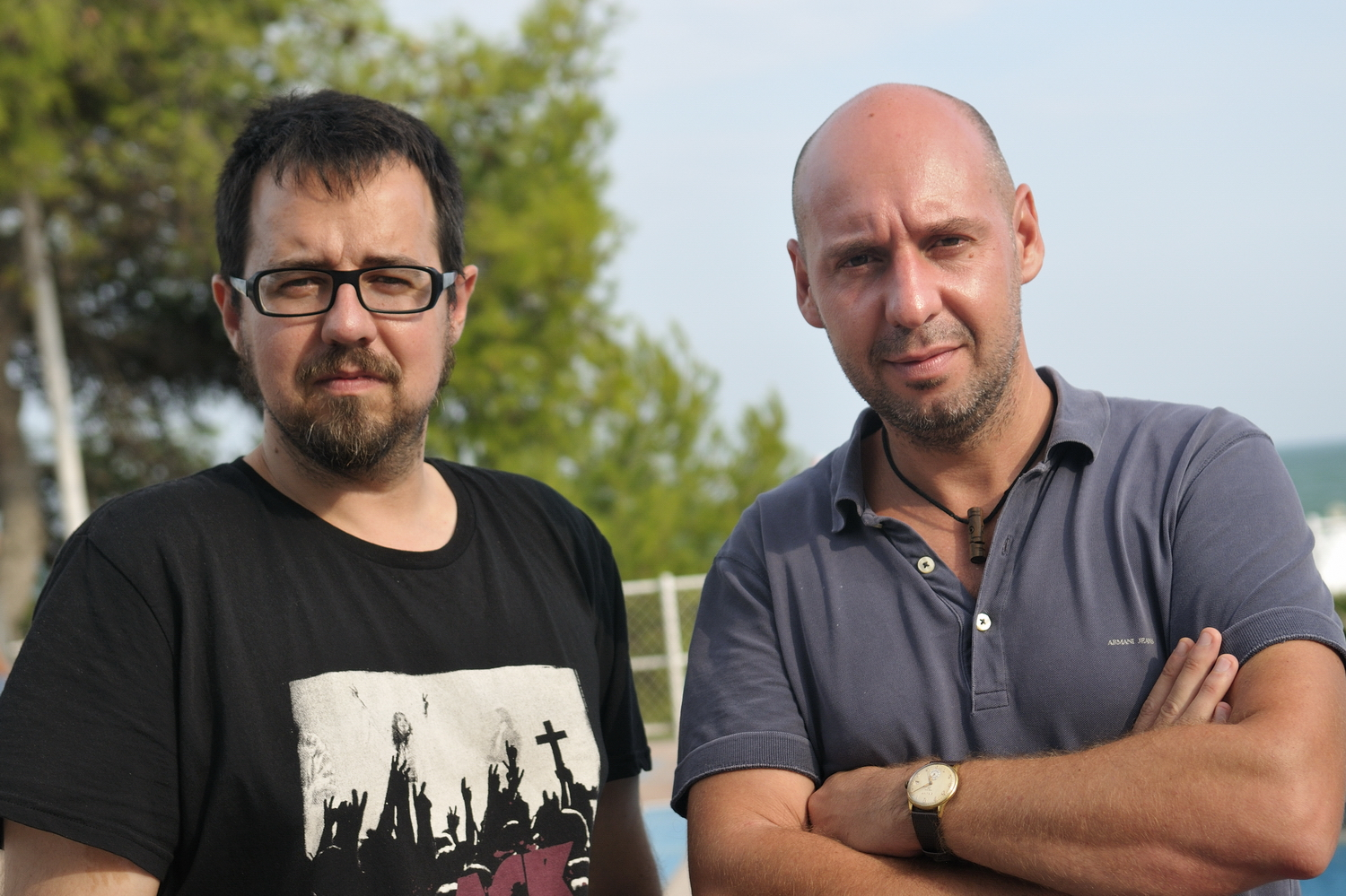
Paco Plaza et Jaume Balagueró à la Mostra de Venise 2009.

L'idée ayant donné naissance au film est de placer le spectateur au centre de l'histoire et de relier l'horreur au documentaire en temps réel pour donner un maximum de réalisme. Tout comme dans Le Projet Blair Witch, Cloverfield ou Paranormal Activity, c'est donc une caméra embarquée qui entraîne le spectateur dans l'horreur. Le film est censé être la bande vidéo brute filmée par le cadreur de l'émission. Ce film se distingue par le fait que la caméra est un personnage du film. Tout le film se voit depuis le point de vue du cadreur Pablo (Pablo Rosso) qui filme les événements. Le spectateur ne voit pas le point de vue de Pablo mais voit ce que filme la caméra. On ne voit pas une seule fois le visage du cadreur, on voit ses chaussures, ses mains, et vaguement son corps (mais pas la tête). Il arrive que la caméra, tombée à terre, filme sans qu'elle soit portée, ou qu'elle soit portée par un autre personnage.

### Attribution des rôles
Jaume Balagueró et Paco Plaza ont recherché en priorité des acteurs peu connus et doués de grandes capacités d'improvisation car non seulement aucun acteur n'a reçu le synopsis complet du film mais ils ignoraient jusqu'au jour du tournage quelles scènes ils allaient tourner et ce qui allait précisément se passer dans celles-ci. Pour le rôle principal, ils ont fait appel à Manuela Velasco car c'est une véritable présentatrice d'émission télévisée.
Dans la scène finale, la personne qui interprète la patiente zéro (Tristana Medeiros), décrite comme possédée par le diable, est en fait interprétée par un homme, Javier Botet, un comédien réputé pour son corps rachitique. Il est atteint du syndrome de Marfan, ce qui lui permet d'incarner toutes sortes de créatures.

### Tournage
Le film, tourné de façon chronologique, n'étant pas construit en plans différenciés, les séquences sont très longues : il y a notamment une séquence de 22 minutes sans interruption. Les réalisateurs estiment que les plans-séquences les plus difficiles à tourner ont été les deux plans qui vont de la sortie du camion de pompier jusqu'à la chute du pompier depuis la cage d'escalier, chute dont la plupart des acteurs n'étaient d'ailleurs pas informés. Ces deux plans sont seulement séparés par une coupure après la morsure de la vieille femme sur le policier.
Les seules coupures entre les scènes sont l'arrêt momentané de la caméra, sa chute ou des retours sur image. Ces longs plans ont entraîné les acteurs à improviser souvent pour ne pas avoir à tout reprendre depuis le début. Les deux réalisateurs donnaient seulement des consignes afin de chorégraphier les entrées et sorties des personnages mais donnaient aux acteurs une grande latitude concernant les dialogues. Ils leur donnaient aussi parfois des consignes ou des informations contradictoires afin d'obtenir de leur part encore plus de spontanéité. Le tournage, entièrement effectué à Barcelone, n'a duré qu'une vingtaine de jours.

## Accueil

### Promotion
La promotion du film est, elle aussi, originale : au lieu d'une bande-annonce classique contenant des extraits du film, celle-ci provenait d'une caméra présente dans un cinéma montrant ainsi la terreur qui ressort des visages des spectateurs durant le film. Le spectateur peut alors en déduire à quel point le film peut être effrayant. On peut voir aussi les critiques du public visiblement satisfait (et horrifié) sur le site officiel.

### Box-office
En Espagne, Rec a attiré plus de 1 420 000 spectateurs, audience exceptionnelle pour un film d'horreur à petit budget. En France, le film a réalisé 786 455 entrées. Il a rapporté 32 480 999 $ au box-office mondial.

### Accueil critique
Le film a reçu un accueil critique très favorable. Sur le site internet Rotten Tomatoes, le film recueille 96 % de critiques positives, avec un score moyen de 7,7/10 et sur la base de 24 critiques collectées. En France, la critique cinématographique considère que Rec renouvelle le genre et terrifie le spectateur. Le Parisien évoque « 80 minutes de pure trouille », Mad Movies « une pure bombe » adaptation officieuse de Resident Evil, Elle « un joyau d'hyperréalisme gore », Le Journal du dimanche « une tension qui ne faiblit jamais », L'Écran fantastique un film extrêmement stressant pour le spectateur, Libération « une trouille de tous les diables », Les Cahiers du cinéma un film « imparable mais trop lourd », Paris Match un film « qui perd de sa puissance terrifiante à mi-parcours », et Première un film « efficace sans être révolutionnaire ».

## Version française
- Société de doublage : Chinkel
- Adaptation des dialogues : Christian Niemiec

## Fins alternatives
Note : ces information proviennent du second DVD de l'édition Collector paru le 23 octobre 2008.
Il existe deux fins alternatives à Rec, écrites dans le but de duper les acteurs afin de garder jusqu'au bout le secret autour de la véritable fin du film.
- Dans la première fin, Angela parvient à s'échapper de l'appartement où se trouve Medeiros et descend les escaliers ; elle croise les infectés, parmi lesquels Cesar, la Japonaise et Manu, qui, au lieu d'agir comme des brutes (ce qu'ils faisaient pendant tout le film), restent immobiles, la tête levée vers le ciel. La scène s'achève lorsqu'Angela passe derrière Manu.
- Dans la deuxième fin, à peine Angela s'échappe de l'appartement où se trouve Medeiros qu'elle tombe face à Conchita, apeurée comme au début du film. La scène s'achève lorsqu'Angela s'approche de Conchita et que cette dernière la mord.

## Remakeet suites
Le film a fait l'objet d'un remake américain, En quarantaine, sorti en octobre 2008. Il reprend plan par plan Rec avec des acteurs américains.
Une suite, Rec 2, est sortie en 2009. L'histoire se déroule quelques minutes après la fin du premier film. Rec 3 Génesis est sorti en Espagne en mars 2012 et en France en avril 2012. Et Rec 4, qui est en fait la suite directe du deuxième volet, est sorti en France en novembre 2014.

## Distinctions
Sauf mention contraire, cette liste provient d'informations de l'Internet Movie Database.

### Récompenses
- Festival international du film de Catalogne 2007 : prix du public, prix de la critique, prix du meilleur réalisateur, prix de la meilleure actrice pour Manuela Velasco.
- Festival international du film fantastique de Gérardmer 2008 : Prix du jury, Prix du jeune public, Prix du public.
- Prix du meilleur film au festival Fantasporto en 2008.
- Goya 2008 : meilleur montage et du meilleur espoir féminin (Manuela Velasco).
- Silver Scream Award au Festival du film fantastique d'Amsterdam en 2008.

### Nominations
- Prix Goya des meilleurs effets spéciaux en 2008.
- Prix du public du meilleur film aux prix européen du cinéma en 2008.
- Festival FanTasia 2008 : Fantasia d'argent pour le meilleur film nord-américain ou Européen, Fantasia d'argent pour le meilleur film innovateur.